# Leopold Vietoris
Leopold Vietoris (Bad Radkersburg, 4 de junio de 1891 – Innsbruck, 9 de abril de 2002) fue un matemático y supercentenario austríaco.
Es conocido por sus contribuciones a la topología —en particular la sucesión de Mayer-Vietoris— y otros campos de las matemáticas, su interés por la historia de las matemáticas y por ser un entusiasta del alpinismo. También es famoso por haber alcanzado la edad de 110 años y 309 días, lo que le convierte en el hombre austríaco más longevo del que se tiene constancia.

## Biografía
Leopold Vietoris era hijo de Anna Diller y Hugo Vietoris, un ingeniero ferroviario que acabó trabajando como planificador urbanístico para el ayuntamiento de Viena. Realizó sus estudios secundarios en la escuela de los benedictinos de la Abadía de Melk. En el curso académico 1910/11 se matriculó en la Universidad Técnica de Viena, pero en 1911 se trasladó a la facultad de matemáticas de la Universidad de Viena. Durante la Primera Guerra Mundial fue movilizado en el frente italiano, donde fue distinguido por sus méritos y ascendido al grado de oficial. En 1916, durante un periodo de convalecencia, escribió su primera publicación matemática. En 1918 fue hecho prisionero por el ejército italiano y aprovechó ese tiempo encarcelado para preparar su tesis doctoral, que defendió en 1920.
Durante los dos cursos siguientes fue profesor asistente en la Universidad Técnica de Graz, y en 1922 se incorporó al Instituto de Matemáticas de la Universidad de Viena. En 1923 obtuvo su habilitación con un estudio sobre teoría de conjuntos; en 1925/26 asistió a la Universidad de Ámsterdam durante tres semestres gracias a una beca de la Fundación Rockefeller y trabajó con Luitzen Brouwer. En 1927 aceptó una plaza de profesor asociado en la Universidad de Innsbruck, aunque sólo estuvo un curso, ya que en 1928 volvió a Viena para ser profesor titular en la Universidad Técnica de Viena. En 1930 fue nombrado profesor titular en la Universidad de Innsbruck, donde permaneció hasta su retiro en 1961, a excepción de un brevísimo paso por la Wehrmacht durante la Segunda Guerra Mundial, que terminó tras ser herido en los primeros días de las hostilidades. En 1935, rechazó una oferta para volver a la Universidad de Viena. 
Vietoris recibió numerosos galardones por sus méritos científicos: en 1935 fue nombrado miembro correspondiente de la Academia Austríaca de Ciencias, en 1960 miembro de pleno derecho, y se le concedieron doctorados honoris causa por la Universidad Técnica de Viena (1984) y la Universidad de Innsbruck (1994), la Cruz de Honor de las Ciencias y las Artes de Austria (1970), la Gran Condecoración de Honor en oro de la Orden al Mérito de la República de Austria (1981), la Medalla de Oro de la Sociedad Matemática Austríaca (1981) y la Cruz al Mérito de la Ciudad de Innsbruck (1982). Vietoris fue miembro honorario de la Sociedad Matemática Austríaca (desde 1965) y de la Sociedad Matemática Alemana (desde 1990).
De 1928 a 1935 Vietoris estuvo casado con Klara von Riccabona, que murió poco después de dar a luz a su sexta hija, a los 32 años de edad. En 1936 se casó con su cuñada Maria, matrimonio que duraría 66 años.
Entre el gran público, Leopold Vietoris fue conocido sobre todo por su longevidad, tanto científica como biológica. Aun en su vejez continuó participando activamente en el ámbito científico y publicó su último artículo a la edad de 103 años. Atribuyó su larga vida a la práctica deportiva regular: hasta los 95 años participó con regularidad en competiciones académicas de esquí y abandonó el montañismo a los 101 años, obligado por una fractura. Vietoris murió dos meses antes de cumplir 111 años; su esposa había fallecido 16 días antes, a los 100 años de edad.

## Contribuciones científicas
Su principal campo de investigación fue la topología, disciplina que estudió en Ámsterdam en 1925 con L. E. J.  Brouwer. A él se le deben los conceptos de hiperespacio de Vietoris, de homología de los espacios compactos, functor de Vietoris y otros conceptos fundamentales de topología algebraica.
También se le deben aportaciones originales en otros campos como el de las ecuaciones diferenciales, la probabilidad o las sumas de las series trigonométricas. Debido a su afición a la montaña y al esquí, también hizo trabajos interesantes en el campo de las matemáticas aplicadas, referentes, por ejemplo, a la orientación de los excursionistas en la montaña o al movimiento del hielo de los glaciares.